# 不当労働行為
不当労働行為（）とは、使用者が行う労働者の団結権を侵害する行為であり、労働組合法において禁止されている。
日本の現行制度は、範をワグナー法にとって規定された。その設けられた意義は、日本国憲法第28条の目的をより効果的に担保せんとするにある。労働組合法第1条の宣言するところもこれと異ならない。即ち、団結権、団体行動権を侵害する使用者の行為の類型を明確にして、これを禁止し、その違反に対しては裁判所による権利保護に加え、行政委員会による簡易迅速な救済措置が講じられているのである。不当労働行為制度は、労使関係の平和的かつ円滑な進展に寄与するよう運営されるべきであって、争議行為の原因たらしめるべきではない（昭和32年1月14日発労第1号）。
- 本項で労働組合法については以下では条数のみ記す。

## 不当労働行為の種類
労働組合法は、使用者の不当労働行為のみを規定している。しかし、団結権、団体行動権に影響を与えるからといって、かかる使用者の行為のすべてを禁止しているのではない。即ち、それは使用者の正当な行為を禁ずるものではなく、また、労働者側の不当な行為までも保護するものではない（昭和32年1月14日発労第1号）。
以下の使用者の行為が、不当労働行為とされる（第7条各号）。
1. 労働者が労働組合の組合員であること、労働組合に加入し、若しくはこれを結成しようとしたこと若しくは労働組合の正当な行為をしたことの故をもって、その労働者を解雇し、その他これに対して不利益な取扱いをすること又は労働者が労働組合に加入せず、若しくは労働組合から脱退することを雇用条件とすること。ただし、労働組合が特定の工場事業場に雇用される労働者の過半数を代表する場合において、その労働者がその労働組合の組合員であることを雇用条件とする労働協約を締結することを妨げるものではない。
前段はいわゆる不利益取扱、後段は黄犬契約を不当労働行為として扱う旨の規定である。「不利益取扱」とは、解雇、転勤、降給、降格、減給、出勤停止、譴責等、労働者にとって経済的精神的に不利益な取扱であって、法律行為のみならず事実行為をも含み、作為たると不作為たるとを問わない。何が不利益取扱であるかについては、個々の場合の実情に即して判断すべき問題である（昭和32年1月14日発労第1号）。
但書は、労働協約によって、その労働組合の組合員であることを雇用条件とすること（特にユニオン・ショップ協定）は不当労働行為とはしない旨を規定する。
採用拒否は、三菱樹脂事件で示された企業の「採用の自由」を重視する考えから、特段の事情がない限り不利益取扱に該当しないとするのが現行の最高裁の立場であるが（JR北海道事件、最判平成15年12月22日[注釈 1]）、学説はこの判決に批判的である[1]。
2. 使用者が雇用する労働者の代表者と団体交渉をすることを正当な理由がなくて拒むこと。
団体交渉拒否を不当労働行為として扱う旨の規定である。交渉は、両当事者がテーブルにつかなければ開始されない。憲法が労働者・労働組合に団体交渉権を認めたということは、労働者・労働組合の要求に対して誠実に交渉に応じるという使用者の作為義務を承認したことにほかならない[2]。
3. 労働者が労働組合を結成し、若しくは運営することを支配し、若しくはこれに介入すること、又は労働組合の運営のための経費の支払につき経理上の援助を与えること。ただし、労働者が労働時間中に時間又は賃金を失うことなく使用者と協議し、又は交渉することを使用者が許すことを妨げるものではなく、かつ、厚生資金又は経済上の不幸若しくは災厄を防止し、若しくは救済するための支出に実際に用いられる福利その他の基金に対する使用者の寄附及び最小限の広さの事務所の供与を除くものとする。
いわゆる支配介入や経理援助を不当労働行為として扱う旨の規定である。本来労働組合が任意に決めるべきである、組合員資格の範囲の限定や、上部団体加入に対する妨害は、不当労働行為となる。もっとも、労働者のうち誰が組合員であるかを使用者が調査することは、一般的に直ちに支配介入に当たるものではない（最判平7.9.8）。日本の労働組合#便宜供与も参照。
「支配」及び「介入」とは、いずれも労働組合の内部意思に干渉する行為であるが、「支配」はその結果労働組合の意思を左右することをいい、「介入」とは左右する程度にまで至らないものをいうのであり、使用者が労働協約の定めるところに従い組合費の天引を行うこと（チェック・オフ）は「支配」「介入」にならないことはいうまでもない（昭和24年8月1日富山県経済部長あて労働省労政局労働法規課長通知）。
使用者が交渉又は協議の為使用者の意思により労働組合の代表者を交渉地に参集を求めた場合においても、その交渉地に赴くための旅費、宿泊費等を使用者が支給することは「経理上の援助」に該当する（昭和24年8月3日労収第6128号）。
就業時間中に組合活動をした場合、事故欠勤的な取扱とせず勤怠成績に影響なきものとするか否か、例えば勤続年数によつて昇任、昇給がなされるとき、組合活動をした日数をこの勤続年数に算入するか否かは、使用者と労働組合との間で自主的決定せらるべき問題であって、勤続年数に算入しても「経理上の援助」にはならない。就業時間中になした組合活動時間中の賃金を実際に支払わないで労働基準法の平均賃金、健康保険法の報酬又は雇用保険法の賃金等について便宜上差し引かないで計算すること自体は、労働組合法においては直ちに「経理上の援助」ということはできないが、業務災害が発生し、その傷病者が労働者災害補償保険法によって災害補償を受ける場合には、かかる便宜扱による平均賃金によっては、補償費の支給は受けることはできないのであって、実際に支払われた賃金に基き平均賃金を算定し、その正当な平均賃金によつてのみ補償費が支給せられる。従つて右の便宜扱による虚偽の平均賃金の告知、報告等が事業主又は労働者等によつてなされた場合においては保険給付の制限及び罰則の適用を受けるばかりでなく、場合によっては刑法上の犯罪として処罰せられることがある、又、雇用保険法にあつては、申告した保険料について更正がなされ、実際に支払われた賃金と異ることを知り乍ら異った賃金に基いて申告したときは、罰則の適用を受けることがあるものであるから注意せられたい（昭和24年8月8日労収第5553号）。組合の非専従者である労働者が会社の業務に従事中災害を蒙った場合の災害補償費の算定基礎となる平均賃金は、会社よりその労働者に対して支払った賃金額についてこれを計算するのであって、この場合労働組合より支払を受けたものは平均賃金算定の基礎とはならない（昭和24年11月11日労収第8377号）。
専従職員に社宅を供与することは、その社宅の供与が現物給与の性格をもつものであれば「経理上の援助」に該当し、福利厚生施設の性格をもつものであれば「経理上の援助」には該当しない（昭和24年8月15日労収第6294号）。
労働組合の専従役職員でない労働者が労働委員会の委員、衆議院議員等の公職に就く場合は、この者は労働組合の運営のための業務を行うものでないから、使用者がこの者の保険料を支払うことは、「組合運営のための経費の支払につき経理上の援助を与えること」ではなく、不当労働行為とはならない（昭和24年10月10日労収第7929号）。
予備船員である期間中であっても組合事務に専従する者に対して会社が給料を支払うことは、不当労働行為に該当する。その場合会社業務に支障を来さないということは理由にならない（昭和24年12月22日労収第9964号）。
就業時間中の組合活動に参加せる者（例えば委員会に出席する委員等）の氏名、活動参加時間等賃金支給（或は差引）基準となるものを会社側は控置して組合活動時間相当の賃金を計算して置き、賃金支払に際しては活動参加者にも一応賃金は全額支給したる後、会社側は先に計算し置きたる差引くべき活動時間相当賃金額を組合に対して請求し、労働組合は之に応じて会社に返還するという方法（経費援助）は、会社と労働組合との間に明確な特約が存し、それに従って組合の会社に対する返済が厳格にされる限り、不当労働行為には該当しないと解されるが、実際上このような行為は脱法行為として行われるおそれがあるから好ましくない（昭和25年1月13日労収第1029号）。
支配介入行為については、特に、使用者の言論の自由との関係については問題が多い。使用者の正当な言論の自由の行使が、結果的に労働組合の結成運営について影響があったとしても、これをもって、不当労働行為とはいえない。特に不当な威圧や利益誘導を伴う内部干渉にわたらない限り、使用者は労働組合の事情を調査し、あるいは労働組合もしくは組合員に対し自己の所信を述べ、労働組合の主張を反駁したり、その非を指摘したり批判することは、何らこれを禁止すべき理由がない。法は、決して労働組合の神聖不可侵を規定しているのではなく、団体交渉の相手方としての正当な自主性を保障しているのである（昭和32年1月14日発労第1号）。
「時間又は賃金を失うことなく」の「時間」とは時間給の場合をいうのであるが、この時間給とは単にいわゆる時間給のみでなく、広く給与算定の基礎を労働時間におくという意味であり日給制、月給制又は年俸制も勿論この中に含まれる。従って、日給制、月給制であっても使用者と協議又は交渉中の時間の賃金を支払うことを使用者が許すことを妨げるものではない。出来高払の場合は、給与体系に応じて適宜計算すべきである（昭和24年7月23日福岡県労働部長あて労働省労政局労働法規課長通知）。
但書より、争議行為に参加して労務の提供をなさなかった場合に、労務の提供のなかった部分について賃金を差し引かずに支給することは不当労働行為となる。
4. 労働者が労働委員会に対し使用者がこの条の規定に違反した旨の申立てをしたこと若しくは中央労働委員会に対し第27条の12第1項の規定による命令に対する再審査の申立てをしたこと又は労働委員会がこれらの申立てに係る調査若しくは審問をし、若しくは当事者に和解を勧め、若しくは労働関係調整法による労働争議の調整をする場合に労働者が証拠を提示し、若しくは発言をしたことを理由として、その労働者を解雇し、その他これに対して不利益な取扱いをすること。
いわゆる報復的不当労働行為の禁止規定である。労働関係調整法に定めるあっせんをなすにあたってあっせん員は、関係当事者に対して本号に規定する事項について、趣旨の徹底を図らなければならない（労働委員会規則第66条1項）。同法に定める調停・仲裁についても同趣旨の規定が置かれている（労働委員会規則第72条4項、第81条）。

ここでいう「使用者」とは、労働契約上の使用者と原則として一致するが、労働契約上の使用者でない場合であっても、
- 親会社が子会社の業務運営を支配し、子会社従業員の労働条件も実際上親会社が決定している場合には、子会社従業員の組合の要求があれば親会社はこれと直接団体交渉をする義務があるとされ、またこのような立場にある親会社は、子会社の組合に対する支配介入も禁止される。
- 請負又は労働者派遣により社外労働者を受け入れて就労させている企業（受入先企業）が、社外労働者の就労について指揮命令を行い、就労の諸条件を決定している場合には、社外労働者の直接の雇用主が事業主体としての実態をほとんど持っておらず、それら労働者が実際上は受け入れ先企業の従業員に近い状態にある場合には受入先企業が唯一かつ全面的な使用者とされる（最判昭和51年5月6日、最判平成7年2月28日）。
- 出向の場合は、使用者としての権限は出向元・出向先で分担することになる。両会社とも不利益取扱および支配介入は禁止される。

不当労働行為禁止の規定は、憲法第28条に由来し、労働者の団結権、団体交渉権を保障するための規定であるから、これに違反する法律行為は当然に無効となる（最判昭和43年4月9日）。違反する事実行為についても、特段の事由のないかぎり、公序違反として不法行為法上違法になると解される（東京地判平成2年5月16日）。
中央労働委員会「令和4年労働委員会年報」によれば、民間企業関係事件の新規申立件数225件を第7条該当号別に重複集計してみると、2号関係事件180件（民間企業関係事件新規申立件数の80%）、3号関係事件96件（同43%）、1号関係事件85件（同38%）、4号関係事件2件（同1％）の順となっている。また、これらの内訳をみると、2号事件が99件（同44%）で最も多く、次いで1・2・3号事件33 件（同15%）、2・3号事件30件（同13%）、1・3号事件23件（同10%）などの順になっている。

## 申立て
使用者が不当労働行為に及んだ場合、不当労働行為に利害関係を持つ労働者又は労働組合は、不当労働行為が行われた場所の都道府県を管轄する都道府県労働委員会に対して、不当労働行為の救済申立てをすることができる。申立期間は不当労働行為の日から1年間である（第27条）。団体交渉拒否の場合は、あっせんの申請も可能である（労働関係調整法第12条）。
申立てを受けた労働委員会は、遅滞なく調査を行い、必要があると認めたときは当該申立てが理由があるかどうかについて審問を行わなければならない。労働委員会は、事件が命令を発するのに熟したときは、事実の認定をし、この認定に基づいて、申立人の請求に係る救済の全部または一部を認容し、又は申立てを棄却する命令を発しなければならない（第27条の12）。使用者が当該命令等の交付の日から30日以内に取消の訴えを提起しないときは、当該命令等は確定し、交付の日から効力を生ずる（第27条の13、第27条の19）。
労働委員会による不当労働行為の救済は、不当労働行為を排除し、申立人をして不当労働行為がなかったと同じ事実上の状態を回復させることを目的とするものであって、申立人に対して私法上の損害の救済を与えることや、使用者に対し懲罰を科すことを目的をするものではない（最判昭37.9.18）。
労働委員会は、審査の途中において、いつでも当事者に和解を勧めることができる（第27条の14）。実際には労働委員会は、和解で解決できないかどうかを検討し、その見込みがあれば和解を試みる（和解中心主義）。そして6~7割の事件は和解によって解決されている。また民事訴訟とは異なり労働委員会には救済命令の内容を定めるにあたってある程度の裁量権を有している。ただし和解の場合、改めて判決を得ない限り強制執行は行えない。
使用者は、都道府県労働委員会の救済命令等の交付を受けたときは、15日以内に中央労働委員会に再審査の申立てをすることができる。ただし、この申立ては、救済命令等の効力を停止しない（第27条の15）。使用者が再審査の申立てをしないとき、又は中央労働委員会が救済命令等を発したときは、使用者は、救済命令等の交付の日から30日以内に、救済命令等の取消しの訴えを提起することができる。使用者は再審査の申立てをしたときは、その申立てに対する中央労働委員会の救済命令等に対してのみ、取消しの訴えを提起することができる（第27条の19）。
労働委員会が不当労働行為に対してポスト・ノーティス命令を発した場合、これは不当労働行為と認定されたことを関係者に周知徹底させ、同種行為の再発を抑制しようとする趣旨のものであり、「深く陳謝する」等の文言は、同種行為を繰り返さない旨の約束文言を強調するにすぎないものであるから、会社に対し陳謝の意思表明を要求することは命令の本旨とするところではなく、これをもって憲法第19条に違反するとはいえない（最判平2.3.6）。